# PanARMENIAN.Net

PanARMENIAN.Net 是亞美尼亞第一家線上通訊社及入口網站，總部設於亞美尼亞首都埃里溫。PanARMENIAN.Net 茲資訊分析入口網站，是2000年4月2日開始的非政府組織"PanArmenian Network"的計畫中的一個項目. PanARMENIAN.Net提供亞美尼亞生活當中主要的社會與政治事件資訊及分析，也包含了與亞美尼亞直接或間接相關的世界消息。議題涵蓋了：政治、亞美尼亞與世界、社會、經濟、區域、運動、文化、科技與通訊。

## "PanARMENIAN Network"
"PanArmenian Network"從1999年開始運作。該組茲主要的活動項目是：藉由資訊及通訊科技來落實，建立pan-Armenian共同的訊息場域，並且為國際社會提供亞美尼亞完善的介紹。
Objectives of the organization:
- 向世界介紹 pan-Armenian 的科技、文化及精神遺產、歷史真相與事實、亞美尼亞發展的資訊及國內事件的社論;
- 促進pan-Armenian的資訊群體架構;
- 促進國內、區域、國際各層級資訊場域內有效的對話架構。

## 讀者
大部分的讀者來自於亞美尼亞、亞塞拜然、俄羅斯、德國及美國

## 外部連結
- 官方網站（页面存档备份，存于）
- PanARMENIAN Twitter上的英文版新聞（页面存档备份，存于）
- PanARMENIAN Twitter上的俄文版新聞（页面存档备份，存于）